# Lathyrus pratensis
Lathyrus pratensis је вишегодишња биљка која припада породици Fabaceae.

## Опис
Ова врста поседује стабло које је танко, дуго и разгранато. Присутно је хоризонтално подземно стабло са кореном који расте из њега односно ризом.  Висина стабла иде од 30-60cm и увија се. Издваја се четвороугаони облик као и појава да је избраздано стабло. Изданци на стаблу су олистали. Листови се налазе у једном пару на дугој и неокриљеној лисној дршци. Поседује рашљике.  Распоред листова је наизменичан тако да има један лист по чвору дуж стабљике. Ивице лисне плоче је цела.  Облик им је ланцетаст или узано елиптичан од 1,5-3cm дужине и 3-6mm ширине. Поседују 3 нерва који су изражени док је остала количина нерава нејасна. Залисци су или исте дужине као лисна дршка или краћи, асиметрични и облик им варива од стрељастог до копљастог. Дужина је од 10-30mm а ширина од 3-6mm. Поседују цваст која је много дужа од листова, састављена од 3-12 цветова са дршком чија величина варира од 5-15cm. Цветови су око 2cm дуги, не поседују мирис и жуте су боје.  Цвет је билатерално симетричан.  Чашица је звонастог облика са зупцима који су ланцетастог облика. Доњи зупци су дужи од горњих. Круница је обрнуто срцастог облика. Стубић је у горњем делу проширен. 
Плод: махуна - линеарно-ланцетастог облика, дужине око 3cm и 0,5mm ширине, у зрелом стању црне боје, гола са 6-12 семена (семе је округло око 3cm дуо, мрке или црвенкасто зелене боје и понекад са црним тачкама. 

## Станиште
Широко је распрострањење што се тиче типова станишта, јер је прилагођена сувом, влажном чак и умерено влажном  земљишту.  Најчешће су то вештачка станишта настала антропогеним утицајем, ливаде или њиве. 

## Распрострањење
Присутна је скоро у целој Европи (ретко на Медитеранском региону и планинским пределима), у северном делу Африке и у Азији. 
1. 1 2 3 4 5 6 7  Јосифовић, Младен (1972). Флора СР Србије IV том. Београд: Српска Академија наука и уметности.
2. 1 2 3 4  „Lathyrus pratensis — meadow vetchling”. GoBotany.